# هنری دریفوس

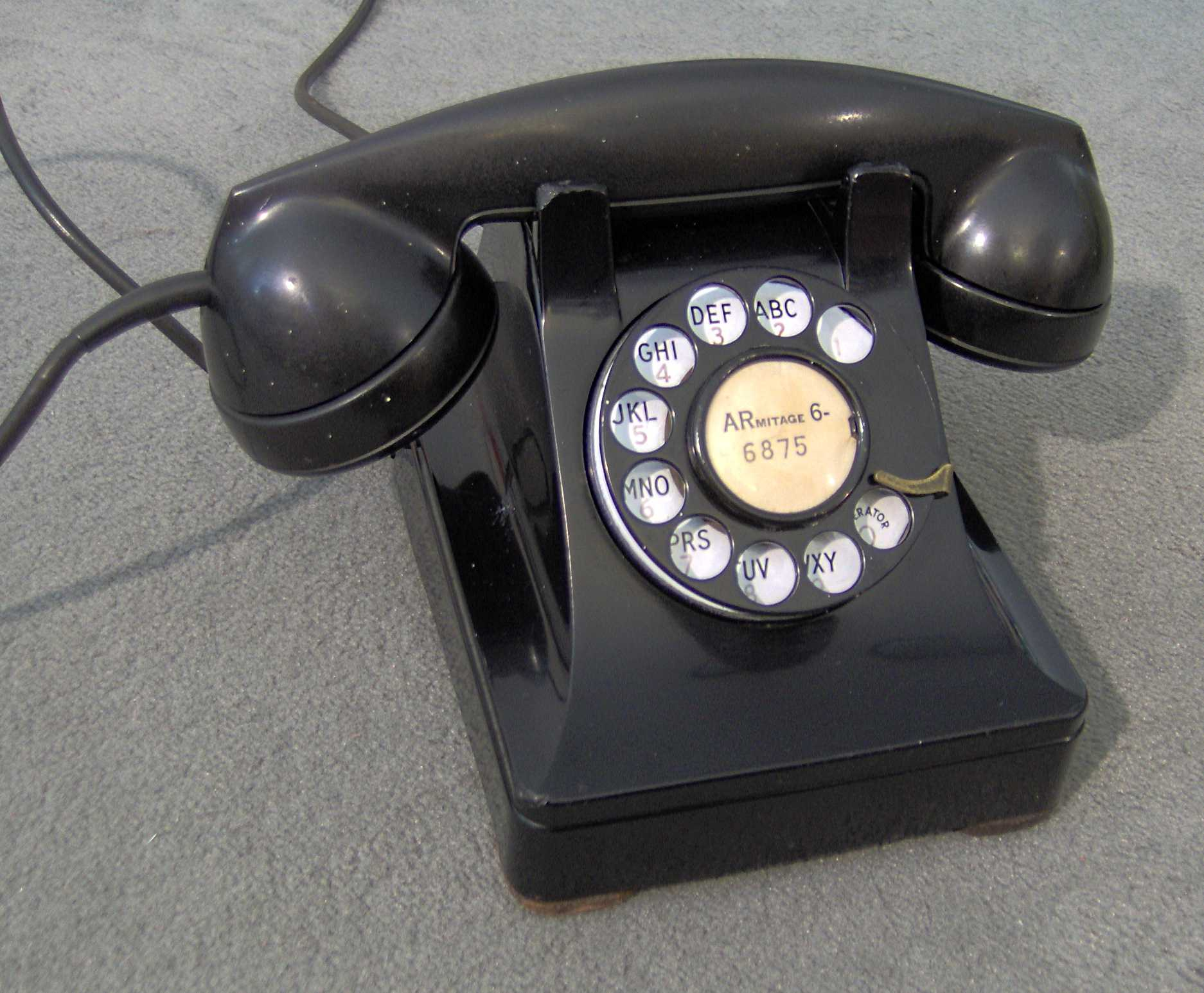
تلفن مدل ۳۰۲ شرکت وسترن الکتریک، طراحی‌شده توسط هنری دریفوس

هنری دریفوس (به انگلیسی: Henry Dreyfuss) طراح صنعتی آمریکایی و نویسندهٔ مطالب مرتبط با طراحی بود.

## زندگینامه
دریفوس در دوم مارس ۱۹۰۴ در نیویورک زاده شد. او از پیشگامان طراحی بر اساس اصول ارگونومی و مبحث سنجش و اندازه گیری بدن انسان  بود و طراحی‌هایش طیف وسیعی از محصولات همچون تلفن، جارو برقی، تلویزیون، ماشین‌های کشاورزی و بخش داخلی هواپیماها را شامل می‌شد. او همچنین نخستین رئیس جامعهٔ طراحی صنعتی آمریکا (IDSA) بود.
هنری دریفوس در تاریخ ۵ اکتبر ۱۹۷۲ همراه با همسرش که مبتلا به سرطان کبد بود در خانهٔ خود در کالیفرنیا دست به خودکشی زد و جسد آنها که بر اثر مسمومیت با گاز مونو اکسید کربن درگذشته بودند در اتومبیلی پیدا شد.